# Дарко Голић
Дарко Голић (Хан Пијесак, 30. јул 1983) српски је правник и универзитетски професор. Тренутно ради као редовни професор на Правном факултету за привреду и правосуђе Универзитета Привредна академија.

## Биографија
Рођен је 30. јула 1983. године у српској породици у Хан Пијеску, у тадашњој Социјалистичкој Републици Босни и Херцеговини. Године 2007. дипломирао је на Правном факултету Универзитета у Новом Саду. Постдипломске студије је завршио 2008. на Правном факултету Универзитета у Новом Саду и 2010. на Факултету правних наука Паневропског универзитета Апеирон. Докторирао је 2013. године на Правном факултету Универзитета у Нишу. Поред матерњег српског, служи се руским и енглеским језиком.
Од 2023. редовни је професор на Правном факултету за привреду и правосуђе Универзитета Привредна академија у Новом Саду, а претходно је био сарадник у настави (2008—2010), асистент (2010—2013), доцент (2013—2018) и ванредни професор (2018—2023). Наставу је изводио на више факултета у Србији и Републици Српској. Шеф је Општеправне и јавноправне катедре на Правном факултету за привреду и правосуђе, као и члан Наставно-научног већа.